# Laura Heredia i Vives
Laura Heredia i Vives (Santa Coloma de Cervelló, 31 de gener del 2000) és una esportista catalana que competeix en pentatló modern. En els Jocs Europeus de Cracòvia 2023 va aconseguir una medalla de plata en la prova individual. Es va classificar per a participar en els Jocs Olímpics de París 2024, convertint-se en la primera catalana a competir en aquest esport en uns Jocs Olímpics.

## Medaller internacional
| Jocs Europeus | Jocs Europeus      | Jocs Europeus | Jocs Europeus |
| Any           | Lloc               | Medalla       | Competició    |
| ------------- | ------------------ | ------------- | ------------- |
| 2023          | Cracòvia (Polònia) | 2             | Individual    |